# 岡崎実央
岡崎 実央（おかざき みお、1995年 - ）は、日本の現代芸術家である。元雑誌編集者、在学中より創作活動を始め、2019年より約2年間ベースボールマガジン社編集局第二編集部、週刊プロレス編集部に在籍していた。

## 来歴
北海道で生まれ、札幌開成高校コズモサイエンス科卒業。武蔵野美術大学視覚伝達デザイン学科卒業。在学中よりプロレスを題材にしたアート作品を制作し、キュビズムを取り入れたアクリル画を基本に、プロダクトやパッケージデザインなど立体作品も製作。
広告映像会社の内定を蹴り、2019年4月、株式会社ベースボール・マガジン社に入社。『週刊プロレス』編集部に配属され、14年振りの同編集部新人女性記者となる。
編集2年目となる2020年より週刊プロレス誌上でアートコラム「闘藝」の企画編集を担当。
2021年、アクリル画「キャメルクラッチ」が第1回新人発掘コンテスト「ARTIST NEW GATE」中島健太賞・リキテックス賞をダブル受賞。
同年5月に発売になったビジュアルブック『女子プロレスラー VISUALIST』編集担当。
2021年6月30日、ベースボールマガジン社退職を発表。
退社後は1年弱のアメリカホームステイを経て、個展「岡崎実央展-Rings-」を開催するなどプロレスをモチーフとした作品を数多く制作するほか、プロレスラーの入場コスチュームデザインまで幅広く活動を行う。退社後も週刊プロレスとは関わりを持ち、「週刊プロレス40周年記念Tシャツ」をデザインしている。

## 人物
- プロレスに出会ったきっかけは、高校時代に付き合っていた彼氏[6]。会うたびに棚橋弘至と中邑真輔がどのようにして新日本プロレスを守ってきたかを教え込まれ、グレート・ムタの試合動画を見て、風呂場では毒霧の練習をした。彼氏とは高校時代で別れたがプロレスは好きなままでいた[2]。アート表現でもプロレスの360度多視点的なところをフィードバックさせている[11]。プロレスの魅力を岡崎は「あえてグレーな部分をグレーなままで許容する心の余裕こそが、プロレスを楽しむコツだし、魅力なのではないか」と述べている[9]。

- 広告映像制作会社が内定していたものの蹴った理由は映像をやったことがなかったこと、確実に「週刊プロレス」で働いた方が人生は面白いだろうと思ったこと[2]。
- もともと文章表現が苦手なこともあり、週刊プロレス編集部時代は「書くのに時間がかかりすぎる」と自己嫌悪。過労とストレスで血尿が出た[9]。
- 大学時代には2年間プロレスショップ「闘道館」でアルバイトしていた[12]。元東京スポーツ・高木圭介からその経歴を「どうかしてる」と形容された[12]。
- タレントの佐藤詩織は大学時代よりの友人[13]。

## 出演
- #GLEAT 座談会～週刊プロレス・岡崎実央が訊く！（2020年11月 - 、グレイト公式YouTube） – 不定期MC
- 速報！バトル☆メン（2021年6月23日[14]、ファイティングTVサムライ）

## コラム
- 闘藝（2020年4月22日号 - 、ベースボールマガジン社「週刊プロレス」） – 不定期連載[5]